# Audrey Reid (nữ diễn viên)
Audrey Reid (sinh ngày 16 tháng 1 năm 1970) là một nữ diễn viên điện ảnh người Jamaica và là mẹ của ba đứa trẻ. Cô được biết đến nhiều nhất khi xuất hiện trong Dancehall Queen với vai Marcia và BUPS trong vai Vennette. Audrey đã tham gia nhiều bộ phim khác nhau của Jamaica như Thế giới thứ ba (1999), Hầu như thiên đường, Đám cưới Obeah, Higglers, Some Like It Hot, Boy Blue, Irie Neighbor, Con Man, Vụ bê bối, Sức mạnh của phụ nữ, It's A Dancehall Ting và Wicked Bitches.